# باشگاه بسکتبال کاناریاس
باشگاه بسکتبال کاناریاس (اسپانیایی: CB 1939 Canarias‎) یا لنوو تنریف یک باشگاه بسکتبال در شهر سان کریستبال د لا لاگونا، اسپانیا است. این باشگاه که در سال ۱۹۳۹ تأسیس شده در لیگ آ س ب بازی می‌کند.